# Усть-Луга (станция)
Усть-Луга — станция Октябрьской железной дороги в Кингисеппском районе Ленинградской области. Конечная станция на линии Котлы — Усть-Луга.
Находится на расстоянии порядка 1 км от посёлка Усть-Луга и упразднённой деревни Краколье, недалеко от места впадения реки Луга в Финский залив.
Ранее железная дорога продолжалась от станции далее, на Кургальский полуостров, до Курголово. Ветка была разобрана в 1940-х, от неё частично сохранилась насыпь.
К востоку от станции с конца 1990-х развивается морской порт Усть-Луга и обслуживающий его Усть-Лужский железнодорожный узел (Лужская-Северная, Лужская-Нефтяная, Лужская-Южная, Лужская-Сортировочная; Лужская-Газовая, Лужская-Генеральная и Лужская-Восточная).
Пассажирское движение до станции прекратилось в 2008 или 2009 году. В ноябре и декабре 2015 года пассажирское движение возобновлялось для обслуживания порта, терминалов и ЖД узла, однако конечной станцией была платформа Косколово у деревни Косколово и морского порта Усть-Луга.